# Obli pronator
Obli pronator (lat. musculus pronator teres) je mišić prednje strane podlaktice. 
Mišić inervira lat. nervus medianus.

## Polazište i hvatište
Mišić polazi s dvije glave:
- lat. caput humerale - polazi s medijalnog nadzglavka ramene kosti i sa zajedničke glave mišića pregibača
- lat. caput ulnare - polazi s koronoidnog nastavka (medijalne strane) lakatne kosti (slabo razvijena glava, može i nedostajati)

Mišićne glave se spajaju i hvataju se tetivom na palčanu kost.